# قشلاق اورتاداغ تاپدوق
قشلاق اورتاداغ تاپدوق یک روستا در ایران است که در استان اردبیل واقع شده‌است. قشلاق اورتاداغ تاپدوق ۳۱ نفر جمعیت دارد.